# Akita américain
Pour les articles homonymes, voir Akita (homonymie).
L'akita américain est une race de chien originaire du Japon et développée aux États-Unis, à ne pas confondre avec l'akita inu. Anciennement appelé grand chien japonais, la Fédération cynologique internationale (FCI) lui donne son nom actuel en 2006. Menacé d'extinction dans le cadre de la Seconde Guerre mondiale, sa survie est en partie due à son importation aux États-Unis.

## Historique
L'origine de la race est identique à celle de l'akita inu : descendant de l'akita matagi, utilisé comme chien de combat au Japon dès 1603, la race est croisée avec le tosa et le mastiff pour en accroître la taille. En 1908, le gouverneur de la préfecture d'Akita interdit les combats de chien dans un effort pour préserver la pureté de la race et fonda en 1927 la Société de préservation de l'akita inu. La Seconde Guerre mondiale a poussé les akitas au bord de l'extinction, ils manquaient de nourriture, beaucoup ont été tués pour être mangés par la foule affamée et il était courant d’employer des peaux de chiens pour confectionner des vêtements. La police captura tous les chiens sauf les bergers allemands, réservés pour des tâches militaires. Certains propriétaires essayèrent de contourner la loi en croisant leurs akitas avec ces derniers ainsi qu’en les cachant dans les montagnes, où la robustesse ainsi que leur instinct de chasse les a aidés à survivre.
Après la Seconde Guerre mondiale, des akitas dont la morphologie était révélatrice de l'apport de sang de bergers allemands et de mastiffs sont importés aux États-Unis. Ces chiens deviennent rapidement populaires : le Club américain de l’Akita est fondé en 1956 et le Kennel Club américain (AKC) accepte la race en octobre 1972. L'absence d'échanges entre l'AKC et le Kennel Club japonais (JKC) conduit à une différenciation des lignées américaines et japonaises, puis à la scission en deux races différentes : l'akita américain et l'akita inu.

## Standard
L'Akita américain est un chien de grande taille et de constitution solide avec une ossature lourde. La large tête est en forme de triangle émoussé avec un museau épais et de petits yeux. Les oreilles dressées portées vers l’avant presque en prolongement de la ligne supérieure du cou sont caractéristiques de la race. La queue est attachée haute et portée enroulée sur le dos. L'akita doit être un peu plus long que haut et avoir de solides aplombs. Le poil est court, le sous poil est épais. Toutes les couleurs sont acceptées. Le poil long n'est pas accepté par le standard de la race.

## Caractère
L'Akita Américain est un chien plutôt indépendant et calme, c'est un bon compagnon. Il se montre généralement méfiant envers les étrangers, vigilant voire protecteur. Il est plutôt peu aboyeur mais se révèle être un excellent gardien par nature, sa taille suffit largement à dissuader.  
Il peut également comme l'Akita Inu présenter des difficultés d'ententes envers ses congénères: c'est pourquoi la sociabilisation est importante. Il est conseillé -comme pour n'importe quel chien d'ailleurs- de se renseigner un maximum sur la communication canine afin d'éviter des mauvaises expériences qui pourraient marquer un Akita pendant un long moment. De même, la cohabitation est parfois compliquée en raison du manque de connaissances sur le chien en général et du manque de gestion des ressources et de l'environnement. C'est un chien sensible qui apprend vite de ses expériences, qu'elles soient bonnes ou mauvaises.  
Il est généralement plus dynamique (sans pour autant être très énergique) que l'Akita Inu, plus joueur, généralement plus amical à condition d'être sociabilisé et éduqué. L'Akita Américain est souvent le chien idéal pour les longues randonnées, il apprécie pouvoir se dépenser physiquement et mentalement dans la nature à son rythme. Cependant, on retrouve un certain nombre d'individus très prédateurs, cela se travaille mais peut s'avérer compliqué dans certains cas.  
C'est un chien qui aime généralement sa tranquillité et n'est pas très adepte du mouvement et du bruit permanents. La cohabitation avec des enfants est possible à condition d'éduquer l'enfant à respecter le chien (ne pas le déranger quand il dort, quand il mange, respecter ses signaux des communications, ne pas le forcer etc.), de surveiller (on ne laisse jamais un chien seul avec un enfant) et d'apprendre ou plutôt permettre au chien de communiquer son besoin de calme, de tranquillité.  
Les méthodes coercitives basées sur la punition, les cris, la violence sont à proscrire car elles ont un impact considérable sur la relation homme-chien (baisse de confiance, risques de morsures augmentées...). De même, le laxisme n'est pas conseillé non plus car le chien n'apprend pas à se comporter correctement et peut alors également présenter des comportements indésirables, parfois dangereux. On préférera donc une éducation positive axée sur le renforcement positif, la bienveillance et la cohérence. 
La vie en appartement est tout à fait possible à condition de réellement respecter ses besoins physiques et mentaux(sortie impérative tous les jours)et de s'investir pour en faire un chien équilibré. Il n'y a aucune condition particulière de soins, un étrillage lors des mues peut être profitable à l'Akita. Il mue deux fois par an, généralement au printemps et en automne.